# Microcentrus nicholi
Microcentrus nicholi är en insektsart som beskrevs av Ball 1933. Microcentrus nicholi ingår i släktet Microcentrus och familjen hornstritar. Inga underarter finns listade i Catalogue of Life.